# فرانسیس د خرف
فرانسیس د خرف (انگلیسی: Francis De Greef؛ زادهٔ ۲ فوریهٔ ۱۹۸۵) دوچرخه‌سوار اهل بلژیک است.
از باشگاه‌هایی که در آن بازی کرده‌است می‌توان به تیم لوتو–سودال و وانتی–گروپ گوبر اشاره کرد.